# Platyceps ventromaculatus
Platyceps ventromaculatus är en ormart som beskrevs av Gray 1834. Platyceps ventromaculatus ingår i släktet Platyceps och familjen snokar. Inga underarter finns listade i Catalogue of Life.
Denna orm förekommer i västra och sydvästra Asien från Turkiet och Arabiska halvön till södra Ryssland, Indien och Pakistan. Honor lägger ägg.